# Jun Kunimura
Jun Kunimura (國村 隼, Kunimura Jun), né le 16 novembre 1955 à Kumamoto, est un acteur japonais.

## Filmographie partielle
- 1989 : Black Rain de Ridley Scott : Yashimoto
- 1991 : Ōte (王手?) de Junji Sakamoto : un garde du corps
- 1992 : À toute épreuve (辣手神探, Lashou shentan) de John Woo
- 1994 : Treasure Hunt (花旗少林, Fa kei siu lam) de Jeffrey Lau
- 1994 : Tokarefu (トカレフ?) de Junji Sakamoto : inspecteur Takahashi
- 1997 : Suzaku (萌の朱雀, Moe no suzaku?) de Naomi Kawase : Kozo
- 1998 : Ai o kō hito (愛を乞うひと?) de Hideyuki Hirayama
- 1999 : Audition (オーディション, Ōdishon?) de Takashi Miike : Yasuhisa Yoshikawa
- 1999 : 39 keihō dai sanjūkyū jō (＜３９＞ ［刑法第三十九条］?) de Yoshimitsu Morita : Toshimitsu Shibata
- 2000 : La Chorale des garçons (独立少年合唱団, Dokuritsu shōnen gasshō-dan?) d'Akira Ogata : le père de Michio
- 2000 : Chaos (カオス, Kaosu?) de Hideo Nakata
- 2000 : Le Visage (顔, Kao?) de Junji Sakamoto : Kenta Kariyama
- 2001 : Desert Moon (月の砂漠, Tsuki no sabaku?) de Shinji Aoyama
- 2001 : Ichi the Killer (殺し屋1, Koroshiya 1?) de Takashi Miike
- 2002 : Sorry (ごめん, Gomen?) de Shin Togashi
- 2002 : Hi wa mata noboru (陽はまた昇る) de Kiyoshi Sasabe : Koide
- 2003 : Kill Bill : Volume 1 de Quentin Tarantino : Boss Tanaka
- 2004 : Godzilla: Final Wars (ゴジラ ファイナルウォーズ, Gojira: Fainaru wōzu?) de Ryūhei Kitamura
- 2004 : Han'ochi (半落ち?) de Kiyoshi Sasabe
- 2004 : Vital (ヴィタール?) de Shin'ya Tsukamoto
- 2006 : Hana (花よりもなほ, Hana yori mo naho?) de Hirokazu Kore-eda : Isekan
- 2007 : Soie (Silk) de François Girard : Umon
- 2008 : God's Puzzle (神様のパズル, Kamisama no pazuru?) de Takashi Miike : Murakami
- 2008 : K-20 : L'Homme aux 20 visages (K-20 怪人二十面相・伝, Kē-Tuentī: Kaijin nijū mensō den?) de Shimako Satō
- 2010 : Outrage (アウトレイジ, Autoreiji?) de Takeshi Kitano
- 2013 : Tel père, tel fils (そして父になる, Soshite chichi ni naru?) de Hirokazu Kore-eda
- 2013 : Why Don't You Play in Hell? (地獄でなぜ悪い, Jigoku de naze warui?) de Sion Sono : Boss Muto
- 2013 : Unforgiven (許されざる者, Yurusarezaru mono?) de Lee Sang-il
- 2015 : L'Attaque des Titans (進撃の巨人, Shingeki no kyojin?) de Shinji Higuchi : Kubal
- 2016 : The Strangers (곡성, Gok-seong) de Na Hong-jin : l'étranger
- 2016 : Le Cœur régulier de Vanja d'Alcantara : Daisuke
- 2017 : Manhunt (追捕) de John Woo
- 2017 : Shinobi no kuni (忍びの国?) de Yoshihiro Nakamura
- 2017 : Fullmetal Alchemist (鋼の錬金術師, Hagane no Renkinjutsushi?) de Fumihiko Sori
- 2018 : Chihayafuru Part 3 (ちはやふる 結び, Chihayafuru musubi?) de Norihiro Koizumi
- 2018 : Our Departures (かぞくいろ, Kazokuiro?) de Yasuhiro Yoshida (ja)
- 2019 : The Great War of Archimedes (アルキメデスの大戦, Arukimedesu no taisen?) de Takashi Yamazaki
- 2019 : Midway de Roland Emmerich
- 2019 : Mienai mokugekisha (見えない目撃者?) de Jun'ichi Mori (ja)
- 2019 : Tarō no baka (タロウのバカ?) de Tatsushi Ōmori
- 2019 : Eiri (影裏?) de Keishi Ōtomo
- 2020 : Minamata d'Andrew Levitas
- 2020 : Damashie no kida (騙し絵の牙?) de Daihachi Yoshida[1]
- 2020 : Step (ステップ, Suteppu?) de Ken Iizuka (ja)
- 2021 : Kate de Cédric Nicolas-Troyan
- 2021 : Rendez-vous à Tokyo (ちょっと思い出しただけ, Chotto omoidashita dake?) de Daigo Matsui (ja) : Nakaido
- 2023 : The Roundup: No Way Out (범죄도시3) de Lee Sang-yong : Ichizō (apparition exceptionnelle)
- 2024 : Le Joueur de go (碁盤斬り, Gobangiri?) de Kazuya Shiraishi

## Doublage
- 2013 : Le vent se lève (風立ちぬ, Kaze tachinu?) de Hayao Miyazaki : Hattori
- 2023 : Le Garçon et le Héron (君たちはどう生きるか, Kimi-tachi wa dō ikiru ka?) de Hayao Miyazaki